# Kun Ferenc (gyógyszerész)
Kun Ferenc, 1901-ig Kohn Ferenc (Gyetva, 1892. május 15. – Budapest, 1976. október 17.) gyógyszerész.

## Élete
Kun (Kohn) József kereskedő és Krausz Cecília gyermekeként született zsidó családban. Tanulmányait a Budapesti Tudományegyetem orvosi karán végezte, ahol 1913-ban szerezte meg gyógyszerészi oklevelét. Az első világháború idején tartalékos katonai gyógyszerészsegéd volt a 26. számú hadosztály egészségügyi intézeténél. A két világháború között fővárosi gyógyszertárakban dolgozott. A háború idején munkaszolgálatos volt. 1967-ig a Fővárosi Tanács Gyógyszertári Központ gyógyszertárvezetője volt változó munkahelyeken. 1948 és 1962 között a Magyar Gyógyszerészeti Társaság alelnöke, majd a budapesti szervezet elnöke, a Gyógyszerészet című folyóirat szerkesztő bizottsági tagja, a V. és VI. Magyar Gyógyszerkönyv egyik szerkesztője volt. Közreműködött a Formulae Nonnales szerkesztésében és tagja volt az Országos Gyógyszerészeti Intézet Tudományos Bizottságának.
Házastársa Nobel Erzsébet (1895–?) gyógyszerész volt, Nobel Illés és Simon Cecília lánya, akit 1920. november 14-én Budapesten vett feleségül. Lánya Kun Ágnes.
A Kozma utcai izraelita temetőben nyugszik (F-15-8).

## Díjai, elismerései
- Arany Érdemkereszt a Vitézségi Érem szalagján
- Kiváló gyógyszerész (1956)
- Szocialista Munkáért érdemérem (1962)
- Munka Érdemrend arany fokozata (1967)
- Kazay Endre-emlékérem (1969)[7]